# 菲莎河 (奧地利)
菲莎河是奧地利的河流，位於下奧地利州東部維也納盆地，屬於多瑙河的右支流，河道全長35公里，發源自埃本富特附近，河口處在菲沙門德。
48°07′N 16°40′E / 48.117°N 16.667°E